# Іліас Іліадіс
Іліас Іліадіс (грец. Ηλίας Ηλιάδης), уроджений Жарджі Звіадаурі (груз. ჯარჯი ზვიადაური, 10 листопада, 1986, Грузія) — грецький дзюдоїст, олімпійський чемпіон 2004 року (до 81 кг), чемпіон світу 2010 року (до 90 кг).

## Біографія
Іліас Іліадіс емігрував у Грецію із Грузії, пройшов натуралізацію і отримав грецьке громадянство. Тренує спортсмена його прийомний батько Нікос Іліадіс, головний тренер національної збірної. Двоюрідний брат — Зураб Звіадаурі, грузинський дзюдоїст, перший олімпійський чемпіон незалежної Грузії. Золоту нагороду здобув на тій же Олімпіаді 2004 року у ваговій категорії до 90 кг, срібний призер чемпіонатів світу 2001 і 2003, бронзовий призер чемпіонату Європи 2002 року.
2004 року Іліас Іліадіс щойно перейшов із категорії до 73 в категорію до 81 кг і відразу завоював золоту медаль на чемпіонаті Європи в Бухаресті. На Олімпіаді 2004 року в Афінах Іліас Іліадіс, якому на той час було 17 років, став другим грецьким олімпійським чемпіоном. У півфіналі олімпійського турніру Іліадіс переміг російського спортсмена Дмитра Носова, а у фіналі — українського спортсмена Романа Гонтюка. Хоча до 2004 року він ще не володів вільно грецькою мовою: давав інтерв'ю ЗМІ грузинською мовою, а із суперниками спілкувався російською — Іліадіс швидко став національним героєм в Греції, із перемогою його вітав прем'єр-міністр Греції Костас Караманліс.
10 вересня 2010 року Іліас Іліадіс став першим на світовій першості в Токіо, де у фіналі турніру переміг японця Даікі Нісіяма.
1 серпня 2012 року Іліас Іліадіс виборов бронзу на літніх Олімпійських іграх у Лондоні — першу медаль на Іграх для грецької збірної.